# Lavallée
Lavallée település Franciaországban, Meuse megyében. Lakosainak száma 87 fő (2022. január 1.). Lavallée Dagonville, Érize-Saint-Dizier, Géry, Levoncourt, Lignières-sur-Aire, Loisey és Salmagne községekkel határos.

## Népesség
A település népességének változása:
| Lakosok száma | 91   | 84   | 83   | 94   | 96   | 94   | 92   | 95   | 96   | 87   |
|               | 1968 | 1982 | 1990 | 2006 | 2013 | 2015 | 2017 | 2019 | 2020 | 2022 |